# Lucien Louis Joseph Napoleão Bonaparte
Lucien Louis Joseph Napoleon Bonaparte, nascido em Canino em 15 de novembro de 1828 e morreu em Roma em 19 de novembro de 1895, é um príncipe da família Bonaparte (estatuto da família imperial adotado por Napoleão III ), um homem da Igreja e um cardeal francês e italiano . Neto de Lucien e Joseph Bonaparte , é príncipe romano de Canino e Musignano  de 2 de setembro de 1865 em sua morte em 19 de novembro de 1895.

## Biografia

### Família
Lucien-Louis Bonaparte é o segundo filho de Charles Lucien Bonaparte e seu primo Zenaida Bonaparte, e, portanto, neto de Luciano Bonaparte, Príncipe de Canino, segundo irmão de Napoleão Bonaparte, por seu pai, e neto de José Bonaparte, ex-Rei de Nápoles e Espanha, irmão mais velho de Napoleão Bonaparte, através de sua mãe.
Lucien-Louis foi batizado por seu tio-avô Cardeal Joseph Fesch, e seu padrinho era o futuro imperador Napoleão III, de quem seus pais eram primos.
É uma criança doce e encantadora, que desde muito jovem manifesta uma vocação religiosa.

### Sacerdote
Lucien-Louis Bonaparte tomou o hábito eclesiástico em março de 1854 e foi ordenado sacerdote católico em Roma pelo Papa Pio IX em 13 de dezembro de 1857, e recebeu o cargo de vigário da Igreja de Santa Maria na Via Lata , paróquia do Palácio Bonaparte.
Ele serviu na Itália , depois na França. Ele fez várias estadias em Paris , morando, com seus irmãos e irmãs, no 142 rue de Grenelle, o hotel, que se tornou a Embaixada da Suíça, que Napoleão III comprou para servir de residência parisiense para seus primos. O imperador Napoleão III o nomeou capelão da corte imperial e Pio IX o nomeou camareiro secreto . De saúde frágil e piedade edificante, preferindo obras de caridade a cargos de responsabilidade, era um padre discreto, que não parecia predisposto a tornar-se príncipe da Igreja.

### Príncipe do Canino
Com a morte de seu irmão mais velho, Joseph-Lucien, em setembro de 1865, herdou o título de Príncipe de Canino e Musignano .
Três anos depois, no consistório de 13 de março de 1868, o príncipe foi criado cardeal-sacerdote  sob o título de Santa Pudenciana (em italiano Santa Pudenziana) pelo Papa Pio IX que pretendia agradecer ao soberano francês pela intervenção de suas tropas em seus Estados em 1867. Napoleão III teria preferido o cardinalato para o Arcebispo de Paris, Mons. Darboy. Mas Pio IX não pôde perdoar o arcebispo por sua posição galicana e, portanto, escolheu o afilhado do imperador.
A nova Eminência nunca recebeu a consagração episcopal e depois tornou-se membro muito discreto de várias Congregações (a de Bispos e Religiosas, de Ritos e de Propagação da Fé). Graças ao seu título cardinalício, Lucien-Louis participou do primeiro Concílio Vaticano em 1869 e 1870, mas sem o direito de intervir publicamente por não ser bispo. Alguns anos depois, tornou-se Camerlingue do Sagrado Colégio , da28 de janeiro de 1876para12 de março de 1877, e participou, em 1878, do conclave que resultou na eleição do Papa Leão XIII .
O Papa o transferiu em 1879 para o título de cardeal de San Lorenzo in Lucina  . O cardeal, de grande caridade, assumiu a pesada tarefa de assistir em seu leito de morte, em março de 1891 , seu primo anticlerical , o príncipe Napoleão (Jérôme) .

### Morte
O Cardeal Lucien-Louis Bonaparte morreu repentinamente em Roma, o 19 de novembro de 1895, síncope cardíaca. Está sepultado na Basílica de Santa Pudenciana, em Roma. Seu irmão, Napoleão-Carlos, o sucedeu como Príncipe de Canino.